# 顺阳川
顺阳川位于中华人民共和国河南省南阳市淅川县东南，地处豫鄂两省交界地带的四阳之中，即东南阳，西郧阳，南襄阳，北洛阳，南面、北面和西面有山包围，东边是起伏的丘陵，此地被南水北调丹江口水库蓄水工程淹没，与同在该区域被淹没的丹阳川、板桥川并称为淅川的三大平川。

## 概况
顺阳川，由河水冲刷而成，土地肥沃，自古就有“米粮川”之称,顺阳川全长55里左右，宽约50里，被丹江口水库淹没的埠口镇、罗城、龙城、香严寺的下寺和李官桥镇都分布于顺阳川。
传说顺阳川中的陈塘关（即如今淹没在丹江库底的埠口街）与凤凰浴火的涅槃地（即现淅川县香花镇的凤凰镇所辖，原埠口区凤凰镇）一带就是哪吒闹海的地方，这里曾建有哪吒庙。

## 相关文学
|                          | 东风雨洗顺阳川，蜀锦花开绿草田。 彩雉斗时频驻马，酒旗翻处亦留钱。 新晴日照山头雪，薄暮人争渡口船。 早晚到家春欲尽，今年寒食月初圆。 |
| ——《南阳道中作》—唐·窦巩 | |

|                            | 朝辞官军驿，前望顺阳路。 野水啮荒坟，秋虫镂宫树。 曾闻天宝末，胡马西南骛。 城守鲁将军，拔城从此去。 |
| ——《顺阳歌》—唐五代·刘禹锡 | |

|                       | 回望高城落晓河， 长亭窗户压微波。 水仙欲上鲤鱼去， 一夜芙蓉红泪多。 |
| ——《板桥晓别》—李商隐 |                                                                     |